# Nore Bryggeri
Nore Bryggeri var ett svenskt bryggeri i Sunnemo i Värmland grundat av Herman Kolthoff och verksamt från 1865 till 1955.
Bryggeriet producerade maltdrycker, mineralvatten och läskedrycker. År 1937 ombildades företaget till Kolthoff o Söner och uppgick därefter i Sveabrygg 1939. År 1951 såldes bryggeriet till Pripps-Lyckholm. År 1955 slogs verksamheten ihop med Bryggeri A.-B. Fryksdalen, Torsby och bryggeriet i Sunnemo lades ned. Byggnaden står dock kvar.